# Vincenzo Taddei
Vincenzo Taddei (Castelmezzano, 3 giugno 1958) è un politico italiano.

## Biografia

### Attività politica
Nel 1980 viene eletto sindaco di Castelmezzano, giovane esponente lucano della Democrazia Cristiana, segretario provinciale del movimento giovanile.
Nel 1994 con lo scioglimento della DC, aderisce a Forza Italia e ne contribuisce alla fondazione in Basilicata. Nel 1995 viene nominato assessore esterno all'ambiente della provincia di Taranto. 
Nel 1998 a seguito del Congresso Provinciale di Forza Italia viene eletto Coordinatore Provinciale di Forza Italia nella Provincia di Potenza, dal 2001 diverrà Coordinatore Regionale. .
Dal 2000 è consigliere d'amministrazione del Consorzio industriale ASI, dal 2003 ne diventa vicepresidente. In seguito è stato subcommissario dell'EIPLI (Ente Irrigazione Puglia, Irpinia e Basilicata).

#### Elezione a senatore
Alle elezioni politiche del 2006 viene eletto al Senato della Repubblica, in regione Basilicata, nelle liste di Forza Italia.
In Senato fa parte della 5ª Commissione permanente (Bilancio), della Commissione parlamentare di inchiesta sull'efficacia e l'efficienza del servizio sanitario nazionale e della Commissione parlamentare per le questioni regionali.

#### Elezione a deputato
Alle elezioni politiche del 2008 viene eletto alla Camera dei Deputati, nella circoscrizione Basilicata, tra le file del Popolo della Libertà. È stato vice-coordinatore regionale in Basilicata del Popolo della Libertà.
Il 18 febbraio 2011, in seguito alla scissione dei deputati di Futuro e Libertà per l'Italia, aderisce per motivi tecnici al gruppo parlamentare di maggioranza Popolo e Territorio (pur rimanendo nel PdL), unicamente per bilanciare il numero dei parlamentari di ciascun gruppo nelle varie commissioni.
Alle elezioni politiche del 2013 è ricandidato alla Camera dei Deputati nella circoscrizione Basilicata, risultando il primo dei non eletti.
Nel 2013, con lo scioglimento del PdL aderisce al Nuovo Centrodestra di Angelino Alfano dove ha ricoperto la carica di coordinatore regionale della Basilicata.
Il 18 marzo 2017, con lo scioglimento del Nuovo Centrodestra, confluisce in Alternativa Popolare.
Dopo le elezioni politiche del 2018 è ritornato in Forza Italia contribuendo alla vittoria del centro destra, nella tornata amministrativa della primavera del 2019, sia alla Regione che al Comune di Potenza.
Il 4 luglio 2023 viene nominato, dalla Sen. Elisabetta Casellati di concerto con l’ufficio di Presidenza di Forza Italia, Commissario Provinciale di Potenza.
Il 26 Novembre 2023 viene eletto all’unanimità al Congresso Provinciale Coordinatore Provinciale di Potenza di Forza Italia.